# Арда (Болгария)
Арда (болг. Арда) — село в Болгарии. Находится в Смолянской области, входит в общину Смолян. Население составляет 313 человек.

## Политическая ситуация
В местном кметстве Арда, в состав которого входит Арда, должность кмета (старосты) исполняет Недко Емилов Юруков (Граждане за европейское развитие Болгарии (ГЕРБ)) по результатам выборов правления кметства в 2011 году, прежде кметом был Емил Асенов Башев (Болгарская социалистическая партия (БСП)) по результатам выборов правления кметства в 2007 году.

## Известные уроженцы
- Валя Балканская, народная певица помакского происхождения